# Föderaltheologie
Die Föderaltheologie (lat. foedus, „Bund“; daher auch: Bundestheologie) ist eine theologische Richtung im Protestantismus, vor allem des 17. und 18. Jahrhunderts, die auf die verschiedenen Bündnisse Gottes mit den Menschen in der Bibel verweist.

## Überblick
Das Konzept des Bundes ist bereits in Heinrich Bullingers (1504–1575) reformatorischen Werken und Johannes Calvins (1509–1564; z. B. Institutio II, 9–11, von 1536) stark ausgeprägt. Bei Caspar Olevian (1536–1587; De substantia foederis gratuiti inter Deum et electos, 1585) und Zacharias Ursinus (1534–1583) finden sich ebenfalls Ansätze einer Bundestheologie v. a. im posthum herausgegebenen Kommentar zum Heidelberger Katechismus, den Ursinus verfasst hatte. Eine erste systematische und umfassende Abhandlung stammt jedoch von Johannes Coccejus (1603–1669) in seinem Werk Summa doctrinae de foedere et testamento Dei von 1648.

## Geschichte
Idee, Konzept und Verständnis eines Bundes, eines Bündnisses oder einer Vereinbarung zwischen Gott und Menschen spielen bereits im Alten Testament eine wichtige Rolle. Es gibt daher Versuche, daraus eine alttestamentliche Bundestheologie herzuleiten. Der evangelische Theologe Christoph Levin begründet dies mit dem neuen Bund, der im Buch des Jeremia im Kapitel 31 beschrieben wird. Von einer eigentlichen Bundestheologie könne erst ab der Exilszeit gesprochen werden, als das gute Verhältnis zwischen Jahwe und dem Volk Israel erneuert und wiederhergestellt wurde.
Bei den Kirchenvätern im Frühchristentum gab es weitere Elemente einer Bundestheologie. Sie wurden beispielsweise ausgedrückt als Gnadenbund Gottes, in der Überlegenheit des neuen Bundes gegenüber den mosaischen Bund und in der universellen, verbindlichen Beteiligung der Menschen. So unterschied Irenäus von Lyon in seinem Werk „Gegen der Häresie“ die vier Bündnisse mit Noah, Abraham, Moses und Christus.
Der Bundesbegriff in der Theologie der Reformation geht wohl auf die Auseinandersetzung mit den Täufern zurück, er wurde von Johannes Oekolampad (1482–1531) und Ulrich Zwingli (1484–1531) aufgegriffen und von Heinrich Bullinger 1534 zu einem geschlossenen Entwurf mit dem Titel Von dem einigen und ewigen Testament oder Bund Gottes ausgearbeitet. Der Grundgedanke hierbei ist, dass der alte Bund (hebräisch berîth) des Alten Testaments, den Gott schon mit Adam und Noah, dann der Vätergott mit Abraham schloss und JHWH mit Mose erneuerte, im Neuen Testament seine Fortsetzung finde. Gegen die Täufer sieht er zudem eine starke Analogie zwischen dem jüdischen Bundeszeichen der Knabenbeschneidung und der christlichen Kindertaufe.
Größtenteils wird eine Aufteilung in einen Bund der Gnade und einen Bund der Werke vertreten, die sich in den verschiedenen Bünden des Alten Testaments manifestieren. Einige Schulrichtungen lehren auch eine Dreiteilung des Bundes in Gnaden-, Werke- und Erlösungsbund, wie Johannes Calvin ihn formuliert hat.
Die so geschaffene heilsgeschichtliche Kontinuität stellt nach der Auffassung ihrer Vertreter aber gleichzeitig eine Entwicklung dar. Daran waren auch Andreas Hyperius (1511–1564), Caspar Olevian (1536–1587), Rafael Eglinus (1559–1622) und der britische Puritaner William Ames (1576–1633) beteiligt. Johannes Coccejus, ein Schüler von Ames, und später Hermann Witsius (1636 – 1708) nennen beispielsweise, partiell an Johannes Calvin anschließend, fünf Etappen, in denen sich so von der Schöpfung bis zu Christus das Heil Gottes vollziehe. Dabei sind innerhalb des Christentums der Sündenfall und das Ende des mosaischen Gesetzesglaubens, dann der Tod und die Auferstehung Jesu Christi als Schnittstellen weniger umstritten. Der Sinn einer exponiert wie getrennt verhandelten Aufeinanderfolge, wie sie die Föderaltheologie bietet, wurde hingegen häufiger hinterfragt. In ein rätselhaftes Dunkel verlegt erschien nun aber vielen Betrachtern die in der Reihenfolge des heilsgeschichtlichen Vollzugs zweite Etappe, die einer innertrinitarischen Spannung.
Neben dieser Frage ist immer wieder auch die Problematik einer zu anthropozentrisch konstruierten Heilsgeschichte betont worden. Dahingegen wird die Adaption der alttestamentlichen Bundestheologie innerhalb eines heilsgeschichtlichen Gesamtentwurfs eher gewürdigt – mancherorts wurde bei Coccejus daher sogar die erste „evangelische Eschatologie seit der Reformationszeit“ (Paul Jacobs) gesehen.
Auch die Befreiung von der Gefahr des Determinismus (auch wenn das Spannungsverhältnis von Gnade und Prädestination erhalten bleibt) wie der Versuch einer Auflösung des Konfliktes zwischen Erwählung und Heil werden hervorgehoben.
Innerhalb des Protestantismus diente das Konzept der Föderaltheologie zur Abgrenzung gegenüber dem radikalen Flügel des Calvinismus, ist aber auch als ein Versuch des Ausgleichs zwischen Lutherischer Orthodoxie und Pietismus zu bewerten, deren Vertreter aber dann in der Regel zur Seite der Erweckung neigten: neben den oben genannten vor allem Campegius Vitringa, Friedrich Adolf Lampe, Johann Heinrich Heidegger, Johann Gerhard Hasenkamp, Gottfried Menken, Christian Krafft, Samuel Collenbusch und andere.
Eine besondere Rolle und größere Bedeutung spielte der Bundesgedanke im Puritanismus (Kongregationalismus) und im Bekenntnis von Westminster von 1647, worin nochmals zwischen Bund der Werke und Bund der Gnade unterschieden wurde. Im puritanischen Verständnis schließt Gott mit den von ihm erwählten Menschen einen Bund (englisch covenant) und führt sie zu einer Gemeinde (congregation) zusammen. Laien und Geistliche sind einander gleichgestellt. Die erwachsenen männlichen Gemeindeglieder wählen Pfarrer, Lehrer und Kirchenälteste, die gemeinsam die Gemeinde leiten und ihr gegenüber verantwortlich sind. In der Plymouth Colony (1620), Massachusetts Bay Colony (1628), Rhode Island (Roger Williams; 1636), Connecticut (Thomas Hooker; 1636) und anderen englischen Kolonien in Nordamerika wurde diese „kirchengemeindliche Demokratie“ (congregational democracy) auch auf die Verwaltung der weltlichen Angelegenheiten der Gemeinwesen angewendet. Beispielsweise wurde der Mayflower-Vertrag, die Verfassungsgrundlage der Plymouth Colony, nach dem Vorbild der Verträge geschlossen, die die Puritaner für die Gründung neuer Kirchengemeinden verwendeten. Damit begründeten sich auch Popularität und Stabilität des amerikanischen Demokratiemodells. Die Pilgerväter waren überzeugt, dass diese Regierungsform dem Willen Gottes entsprach. Das Grundverständnis eines Bundes als Vertrag vor Gott mit gegenseitigen Rechten und Pflichten fand auch Eingang in die staatlichen Verfassung der Schweiz (lateinisch Confoederatio Helvetica) und Schottlands (convenant).
Bis ins 20. Jahrhundert folgten die meisten reformierten Theologen grundsätzlich und weitgehend der nach der Reformation formulierten Bundestheologie. Herman Witsius, François Turrettini, John Cotton, Charles Hodge, Archibald Alexander Hodge und weitere reformierte Theologen verbreiteten diese Theologie in Nordamerika, wobei die Universität Princeton, eine 1746 von Presbyterianern gegründete Universität, ein wichtiges Zentrum dieser Lehre war. Danach wurden zunehmend die klaren Aufteilungen der Föderaltheologie kritisiert, so auch Karl Barth (1886–1968) lehnte eine allzu starre Bundestheologie als scholastisch und gesetzlich geprägt ab. Er wies jedoch darauf hin, dass der Israelbund nie gekündigt und aufgelöst, jedoch durch Jesus Christus für die Kirche als das ökumenische Gottesvolk aus allen Völkern geöffnet und erweitert worden sei im Reich Gottes.
Viele eher konservative reformierte Theologen in Nordamerika halten auch im 20. und 21. Jahrhundert an der Bundestheologie fest und haben beachtete Publikationen hervorgebracht. Der Baptist Stephen J. Wellum (* 1964) und weitere Theologen vertreten eine progressive Bundestheologie (englisch Progressive Covenantalism), die versucht eine Lehre zwischen Föderaltheologie und Dispensationalismus zu entwickeln.

## Kritik
Vertreter des Dispensationalismus wie Lewis Sperry Chafer, Gründer des Dallas Theological Seminary, kritisieren die Bundestheologie in verschiedenen Punkten und Aspekten. Die Bundestheologie sei ein vereinfachtes Konstrukt von Gottes Plan und ignoriere das Reich Gottes, die Theologie von Paulus über die Gemeinde und die Lehre des tausendjährigen Reichs. Die Lehre der Reformatoren sei zudem zu wichtig geworden und gebe die Lehre der Apostel weniger zutreffend wieder als etwa John Nelson Darby, der Begründer des Dispensationalismus. John F. Walvoord, langjähriger Präsident des Dallas Theological Seminary, kritisiert am Konzept der Bundestheologie, dass sie die mannigfaltigen Facetten der Zielsetzungen Gottes einzig durch das Objektiv der Erfüllung des Bundes der Gnade sehe. Vom logischen Standpunkt aus sei dies ein reduktionistischer Irrtum, weil ein einzelner Aspekt als determinierendes Element eingesetzt werde. Im Urteil des dispensationalistischen Bibellehrers Charles C. Ryrie vom Dallas Theological Seminary ist die Bundestheologie ein Produkt der nachreformatorischen Zeit unter dem Einfluss der Reformatoren, der Lehren von Johannes Coccejus und des Westminster-Bekenntnisses.
Der deutsche evangelikale systematische Theologe Berthold Schwarz wies 2010 darauf hin, dass die bundestheologische Interpretation der Bibel oft eine bewusst nicht wörtliche Auslegung sei. Gerade die prophetischen Texte der Bibel würden im übertragenen Sinn, also figurativ, metaphorisch, allegorisch oder typologisch gedeutet. Das sei der Hauptgrund, weshalb Dispensationalisten, die auf einer wörtlichen Auslegung bestehen, die Bundestheologie und deren Methoden ablehnen würden.